# 克勞倫斯·懷斯曼
克勞倫斯·德克斯特·懷斯曼（Clarence Dexter Wiseman，1907年6月19日—1985年5月4日）是曾擁有加拿大勳章的第10任救世軍大將（1974－1977）。
| 前任： 艾瑞克·威克柏格 | 救世軍大將 1974–1977 | 繼任： 阿諾·布朗 |